# 新北市立新埔國民中學
新北市立新埔國民中學，（英文全稱：New Taipei Municipal Xinpu Junior High School，英文簡稱：HPJH），簡稱新埔國中，位於台灣新北市板橋區新埔地區，於1985年成立。

## 校訓
新埔國中的校訓是「誠仁勤樸」，其意涵如下：
誠
真誠真實，誠信待人踏實面對人生。
仁
存仁心、行仁道，為做人的根本。
勤
勤勞謹慎不懈怠，無怨無悔。
樸
認識自己的本我，保持純真質樸的天性。
該校主要精神是「進步就是高貴」。

## 校園歷史

### 歷史沿革
- 民國73年（1984年）：9月1日成立中華民國臺灣省臺北縣立新埔國民中學籌備處。
- 民國74年（1985年）：8月成立臺北縣立新埔國民中學，正式招收第一屆國一新生11班。
- 民國79年（1990年）：奉准增設美術資優班。
- 民國81年（1992年）：奉准設立附設國民中學補習學校。
- 民國83年（1994年）：奉准增設舞蹈資優班。
- 民國83年（1999年）：奉准設立附設幼稚園。
- 民國99年（2010年）12月25日：因應升格改制，改名為新北市立新埔國民中學。

### 歷任校長
| 任期 | 姓名   | 任職日期  | 離職日期  | 備註                                                             |
| ---- | ------ | --------- | --------- | ---------------------------------------------------------------- |
| 1    | 林山太 | 1985年8月 | 1991年7月 | 原臺北縣立林口國民中學校長轉任，調任臺灣省立新店高級中學。       |
| 2    | 林國雄 | 1991年8月 | 1995年7月 | 原臺北縣立明德國民中學校長轉任，調任臺北縣立福和國民中學。       |
| 3    | 蕭增塘 | 1995年8月 | 1999年2月 | 原臺北縣立福和國民中學校長轉任，屆齡退休。                       |
| 4    | 吳松溪 | 1999年8月 | 2004年7月 | 原臺北縣立大觀國民中學籌備處主任轉任，調任臺北縣立海山高級中學。 |
| 5    | 陳淑賢 | 2004年8月 | 2008年7月 | 原臺北縣立新泰國民中學校長轉任，屆齡退休。                       |
| 6    | 張光明 | 2008年8月 | 2012年7月 | 原臺北縣立八里國民中學校長轉任，任滿退休。                       |
| 7    | 許淑貞 | 2012年8月 | 2020年7月 | 原新北市立中平國民中學校長轉任，調任新北市立頭前國民中學。       |
| 8    | 郭月秀 | 2020年8月 | 現任      | 原新北市立江翠國民中學校長轉任。[3]                              |

## 外部連結
- 官方网站